# Комп'ютер-на-модулі

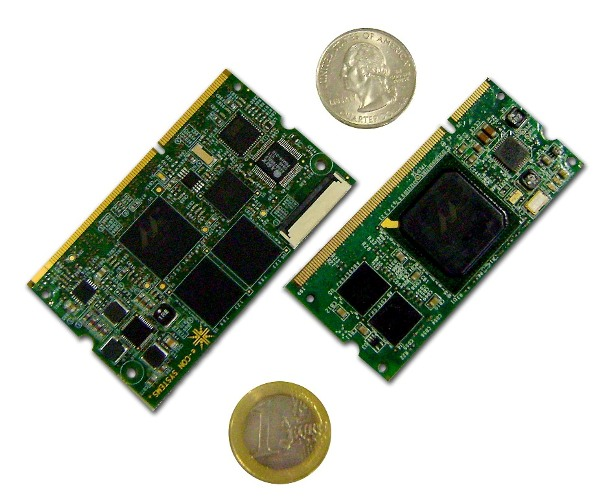

Комп'ютер-на-модулі (Система на модулі) — англ. computer-on-module (COM) або англ. System on Module (SOM) — один з видів одноплатного комп'ютера, підтип вбудованої комп'ютерної системи.
Призначенням комп'ютерних модулів COM є використання їх як мезонінів, які встановлюються на спеціалізованих платах-носіях. Дані плати містять інші необхідні компоненти системи і виготовлені у форм-факторі відповідно до вимог замовника. До складу COM модуля входять центральний процесор, BIOS, пам'ять, контролери, опис яких міститься в специфікації, а також вторинні джерела живлення. На платі-носієві реалізуються всі користувальницькі інтерфейси набір спеціалізованих функцій і первинні джерела живлення.
СОМ модулі мають низьке тепловиділення компактний розмір і великий набір інтерфейсів, виведених через стандартні роз'єми. Завдяки модулям в рамках однієї вбудованої системи можливо вдало поєднати комп'ютерну функціональність і клієнтську програму.